# Spektacoolär
Spektacoolär ist eine deutschsprachige Hip-Hop-Band aus Hannover, die im Februar 1996 von Matthias Reinsdorf, Maik Jahnke, Ersen Eren und Jörg Pape gegründet wurde.

## Geschichte
Matthias „Chico“ Reinsdorf, Kopf der Mittzwanziger-Gruppe, arbeitete vor der Gründung als Produzent und Komponist. Sein enger Partner Maik Jahnke war nach seinem Aussteigerdasein auf Sizilien Gelegenheitssänger und Komponist. Der assoziierte (und daher auf Bandfotos meist nicht abgebildete) Ersen Ehren war deutscher Meister im Freestyle Dancing. Im Hintergrund wirkte als Komponist außerdem Jörg Pape mit.
In ihren Liedern wurden Dinge thematisiert, mit denen tagtäglich Schüler und Jugendliche in Berührung kommen, wie verflossene Liebe, Aggression und Gewalt unter Schülern und andere Quälereien des Alltags, womit sie den Ton der Jugendlichen trafen.

Verleihung der Goldenen Schallplatte an Spektacoolär

1997 spielte die Band kurzzeitig in der Seifenopfer Unter uns mit. Im selben Jahr tourte sie mit Stefan Raab und Bürger Lars Dietrich.
Größere Erfolge feierte Spektacoolär mit den Titeln Es wird ja alles wieder gut, der die Band bekannt machte, und Meine kleine Schwester, mit dem sie einen Top-10-Hit landete, und für den es 1997 nach über 250.000 verkauften Exemplaren eine Goldene Schallplatte gab. Beide Titel waren zunächst als Singles und dann auf dem am 16. Februar 1998 veröffentlichten Album 365 Tage erschienen.
Laut Reinsdorf habe man das Schulgewalt thematisierende Meine kleine Schwester „gegen den Willen der Plattenfirma durchgesetzt“. Letztendlich führte der Erfolg zu einer öffentlichen Debatte, in deren Verlauf Spektacoolär in Talkshows, zu Radiodiskussionen und an Schulen eingeladen wurde. Um dem Vorwurf der Monothematik vorzubeugen, ist auf dem Album auch weniger Bedeutungsschweres zu hören. Reinsdorf: „Hier zeigen wir, daß wir mehr draufhaben als sozialkritische Themen, beispielsweise auch Romantik und Ironie.“ Darüber hinaus findet sich am Ende noch das für die Sesamstraße geschriebene Lied Ernie hat den Funk auf dem Album (später auch auf der Kompilation Ernie, Bert, Hiphop & Co. 20 Monsterhits aus der Sesamstrasse).
Im Jahr 1999 erschien weiterhin das Album "SO ULtimativ", bei dessen grafischer Titeldarstellung die Zusammenziehung der ersten vier Buchstaben zum Wort „Soul“ angedeutet wird. Nach selbstinitiierten Aktionen wie der „Lass' das – keine Gewalt an der Schule“-Kampagne beteiligte sich Spektacoolär 1999 am vom Landtag Mecklenburg-Vorpommerns als Schirmherr angeführten Aktionsbündnis „Bunt statt braun“. Das letzte Album Spektakulös wurde am 8. Mai 2000 veröffentlicht.

## Stil
Im Branchenmagazin MusikWoche hieß es, das Debüt überrasche mit „durchdachten, abwechslungsreichen Arrangements, erfrischenden Melodien und humorvollen Reimen“, die aus Pop-, Soul- und Hip-Hop-Elementen zusammengesetzt seien. Der Stil erinnere an Stefan Raab und Bürger Lars Dietrich, mit denen Spektacoolär schon gemeinsam aufgetreten war. Der Musikexpress meinte, der „poppig-glatt“ säuselnde Hip-Hop nach „Schema-F“ sei nur etwas für Teenies, nicht aber für gestandene Hip-Hop-Fans.

## Diskografie

### Alben
- 1998: 365 Tage (Hansa/BMG)
- 1999: SO ULtimativ (Hansa/BMG)
- 2000: Spektakulös (Ariola Express/BMG)

### Singles
- 1996: Es wird ja alles wieder gut (Hansa/BMG)
- 1997: Meine kleine Schwester (Hansa/BMG)
- 1997: Du bist abgehau'n (Hansa/BMG)
- 1998: Ich zieh mich aus für dich (Hansa/BMG)
- 1999: Geh nicht fort (Hansa/BMG)